# NXT Battleground
NXT Battleground es un evento de lucha libre profesional producido por la promoción de lucha libre profesional estadounidense WWE para la marca de desarrollo de WWE, NXT. El evento se considera una continuación de Battleground, un evento de pago por visión que WWE celebró de 2013 a 2017. Desde 2023, el evento se transmite exclusivamente a través de las plataformas de transmisión en vivo de WWE, incluido Peacock en los Estados Unidos y Netflix en la mayoría de los demás países.

## Argumento
Battleground se estableció originalmente como un evento de pago por visión de WWE, en 2013 para el mes de octubre, en sustitución del evento Over the Limit. Para 2014, Battleground fue emitido como el evento del mes de julio, en sustitución de Money in the Bank.
Se esperaba que el evento volviera en 2018, como un evento de la marca Raw. Sin embargo, el evento fue retirado de la alineación de PPVs de WWE ya que todos los eventos posteriores de WrestleMania 34 pasaron a tener a ambas marcas.
El 30 de marzo de 2023, se anunció que el primer evento de NXT Battleground, y la sexta edición de Battleground en general, se llevará a cabo el 28 de mayo de 2023 en el Tsongas Center en Lowell, Massachusetts, siendo el primero desde julio de 2017.
El evento se llevó a cabo el mismo día que Double or Nothing, un evento producido por All Elite Wrestling, convirtiéndose en el primer pago por visión en el que compitieron dos promociones importantes desde Survivor Series de 1987 y Starrcade '87: Chi-Town Heat el mismo día.

## Ediciones

### 2023
NXT Battleground 2023 fue la sexta edición de Battleground producido por la WWE, y el primero anual que se lleva a cabo para la marca NXT. Tuvo lugar el 28 de mayo de 2023 en el Tsongas Center en Lowell, Massachusetts. El tema oficial del evento fue «ANIMAL» de PVRIS.

#### Resultados
- Wes Lee derrotó a Joe Gacy (con Ava) y Tyler Bate y retuvo el Campeonato Norteamericano de NXT (11:59).
  - Lee cubrió a Gacy después de un «Cardiac Kick».
- Noam Dar (con Oro Mensah) derrotó a Dragon Lee (con Nathan Frazer) en un British Rounds Rules y retuvo la Copa Heritage de NXT (11:51).
  - Dar ganó la lucha con un resultado de 2-1 en el Round 5.
    - Dar cubrió a Lee después de atacarlo al rostro (Round 2, 1-0).
    - Lee cubrió a Dar después de un «Dragon Driver» (Round 4, 1-1).
    - Dar cubrió a Lee después de un «Nova Roller» (Round 5, 2-1).

  - Durante la lucha, Lash Legend & Jakara Jackson interfirieron a favor de Dar.
- Ilja Dragunov derrotó a Dijak en un Last Man Standing Match (15:54).
  - Dragunov ganó la lucha luego que Dijak no pudiera levantarse a la cuenta de 10 después de un «H-Bomb» sobre una silla.
- Gallus (Mark Coffey & Wolfgang) (con Joe Coffey) derrotaron a The Creed Brothers (Brutus Creed & Julius Creed) (con Ivy Nile) y retuvieron el Campeonato en Parejas de NXT (9:33).
  - Wolfgang cubrió a Julius después de un «All the Best for the Bells».
  - Durante la lucha, Ava atacó a Nile distrayendo a The Creed Brothers.
- Tiffany Stratton derrotó a Lyra Valkyria y ganó el vacante Campeonato Femenino de NXT (16:01).[3][4]
  - Stratton cubrió a Valkyria después de un «Prettiest Moonsault Ever».
- Carmelo Hayes (con Trick Williams) derrotó a Bron Breakker y retuvo el Campeonato de NXT (14:14).[5]
  - Hayes cubrió a Breakker después de un «Melo Don't Miss».
  - Durante la lucha, Williams interfirió a favor de Hayes.

### 2024
NXT Battleground 2024 fue la séptima edición de Battleground producido por WWE, y el segundo anual que se lleva a cabo para la marca NXT. Tuvo lugar el 9 de junio de 2024 en el UFC Apex en Enterprise, Nevada. El evento contó con la aparición de Sexyy Red, Forrest Griffin, Brandon Moreno, Khalil Rountree y Jamahal Hill.

#### Resultados
- Kelani Jordan derrotó a Sol Ruca, Lash Legend, Fallon Henley, Jaida Parker y Michin en un Ladder Match y ganó el inaugural Campeonato Norteamericano Femenino de NXT (12:24).[8][9][10]
  - Jordan ganó la lucha tras descolgar el campeonato.
- Axiom & Nathan Frazer derrotaron a The O.C. (Luke Gallows & Karl Anderson) y retuvieron el Campeonato en Parejas de NXT (11:38).[11]
  - Frazer cubrió a Anderson después de un «Phoenix Splash».
- Lola Vice derrotó a Shayna Baszler en un NXT Underground Match (10:17).[12]
  - El árbitro detuvo la lucha tras varios puñetazos al rostro de Baszler por parte de Vice.
- Oba Femi derrotó a Wes Lee y Joe Coffey y retuvo el Campeonato Norteamericano de NXT (12:03).[13]
  - Femi cubrió a Coffey después de un «Powerbomb».
  - Durante la lucha, Gallus (Mark Coffey & Wolfgang) interfirió a favor de Coffey.
- Roxanne Perez derrotó a Jordynne Grace y retuvo el Campeonato Femenino de NXT (13:57).[14]
  - Perez cubrió a Grace después de un «Pop Rocks».
  - Durante la lucha, Tatum Paxley intentó llevarse el Campeonato Mundial Knockouts de TNA, pero fue detenida por Ash By Elegance y ambas fueron atacadas por Grace.
  - El Campeonato Mundial Knockouts de TNA de Grace no estaba en juego.
- Trick Williams derrotó a Ethan Page y retuvo el Campeonato de NXT (12:11).[15][16]
  - Williams cubrió a Page después de un «Trick Shot».
  - Después de la lucha, Williams celebró con Sexyy Red.

### 2025
NXT Battleground 2025 fue la octava edición de Battleground producido por WWE, y el tercero anual que se lleva a cabo para la marca NXT. Tuvo lugar el 25 de mayo de 2025 en el Yuengling Center en Tampa, Florida. El evento contó con la participación de luchadores pertenecientes a la promoción TNA.

#### Resultados
- Sol Ruca (con Zaria) derrotó a Kelani Jordan y retuvo el Campeonato Norteamericano Femenino de NXT (12:59).[17]
  - Ruca cubrió a Jordan después de un «Sol Snatcher» desde la tercera cuerda.
  - Durante la lucha, Zaria interfirió a favor de Ruca, siendo expulsada por el árbitro.
- Josh Briggs, Hank Walker & Tank Ledger derrotaron a The Culling (Shawn Spears, Brooks Jensen & Niko Vance) (con Izzi Dame) (9:26).[18]
  - Ledger cubrió a Jensen después de una combinación de «Powerslam» y «Headbutt».
  - Después de la lucha, The Culling atacó a Briggs, Walker y Ledger, pero fueron detenidos por Yoshiki Inamura.
- Channing «Stacks» Lorenzo derrotó a Tony D'Angelo (15:14).[19]
  - Lorenzo cubrió a D'Angelo después de un «Bicycle Knee».
  - Durante la lucha, Luca Crusifino distrajo a D'Angelo.
- Stephanie Vaquer derrotó a Jordynne Grace y retuvo el Campeonato Femenino de NXT (16:07).[20]
  - Vaquer cubrió a Grace después de un «Spiral Tap».
- Oba Femi derrotó a Myles Borne y retuvo el Campeonato de NXT (16:49).[21]
  - Femi cubrió  a Borne después de dos «Fall From Grace».
- Trick Williams derrotó a Joe Hendry y ganó el Campeonato Mundial de TNA (14:58).[22]
  - Williams cubrió a Hendry después de un «Trick Shot».
  - Esta fue la primera vez que un Campeonato Mundial de otra promoción (activa) fue puesto en juego en un Premium Live Event de WWE.